# Катунь
Кату́нь (алт. Кадын) — река в Республике Алтай и Алтайском крае России, левая и главная составляющая Оби (правая — Бия). Длина реки — 688 км. Площадь бассейна — 60 900 км².

## Этимология
Исследователи топонимии О. Т. Молчанова и Э. М. Мурзаев выяснили происхождение реки Катунь от древнетюркского кадын, хатун, со значением «госпожа, знатная женщина, царица, ханша, дама». Слова gatun — «дама (княгиня)» и xъatun — «жена знатного человека», также часто встречаются и в древних рукописях. Во множестве современных тюркских языках встречаются варианты написания слова, имеющего сходное значение, например в якутском хотун — «госпожа, хозяйка, женщина». Выбор названия со значением «повелительница, госпожа», связан с почитанием, особым уважением и порой обожествлением больших географических объектов (гор, рек и прочее) у древних народов, с приданием объектам женского облика. Таким образом Катунь трактуется как «госпожа-река», «мать-река». В добавок Э. М. Мурзаев построил обширный топонимический ряд от тюркского катун / хатун / хатын / хотун включающий реки: Катанга (верховье Тунгуски), Катанца (бассейн реки Селенга), Катун (в Западном Саяне), Хатунхэ (в северо востоке Китая) и другие. К этому ряду можно отнести также Хатанга и Хатымы (бассейн Алдана).

## Физико-географическая характеристика
Катунь берёт начало на южном склоне Катунского хребта у подножия горы Белухи, у южной оконечности ледника Геблера.
По общему характеру долины, река делится на три участка: Верхняя Катунь — от истока до реки Коксы, длиной 186 км; Средняя Катунь — от Коксы до реки Большой Сумульты, длиной 206 км; Нижняя Катунь — от Большой Сумульты до слияния с Бией, длиной 296 км.
На верхнем участке река огибает Катунский хребет с южной и западной сторон и обладает наибольшими уклонами с общим падением до 1000 м. На этом участке Катунь принимает множество притоков с южного и западного склонов Катунского хребта, а также с хребтов Листвяга и Холзун. Леса здесь представлены черневой тайгой.
Средняя Катунь, от Коксы до Большой Сумульты, проходит в области высоких горных хребтов. Общее падение на этом участке — около 400 метров. Здесь в реку впадают главнейшие притоки с ледниковым питанием: Мульта, Кураган, Кучерла, Аккем, Аргут и Чуя. Ниже посёлка Тюнгур до реки Аргут Катунь течёт в порожистом ущелье. От Аргута до реки Чуя и несколько ниже, она протекает среди высоких террас и бомов. По составу лесной растительности на среднем участке Катуни доминирует лиственница.
Нижняя Катунь, от Большой Сумульты до устья, располагается в области среднегорья и низкогорья. Общее падение реки — около 400 м. Преобладающий характер долины — всё более широкое развитие террас. Из притоков на этом участке наиболее значительными являются реки Чемал и Сема. Склоны долины заняты, в основном, лиственницей. Начиная от устья Сумульты появляется сосна.
Ниже села Майма Катунь приобретает характер степной реки. Общее падение водотока от истока до устья — 2000 м, чем и определяется большая скорость течения — 5−7 м/с.
Катунь, сливаясь с Бией в 19 км к юго-западу от города Бийска, образует Обь, одну из самых крупных рек Сибири. Река пересекает территории с различными климатическими условиями, имея направление течения с юга на север. Общая климатическая тенденция в долине реки характерна тем, что на юге климат холоднее и суше, а на севере теплее, где наблюдается большее количество осадков. Речные долины подвержены ветрам, там часто случаются бураны, заваливающие дороги снегом. В районе горных хребтов зимы спокойные и снежные. Толщина снега на лесных склонах может достигать полутора метров.
Геологическое строение долины Катуни весьма разнообразно как по составу, так и времени образования — от самых древних протерозойских пород до современных. Доминируют сланцы, граниты, известняки, мраморизованные известняки. Для реки характерны поймы умеренного распространения, которые располагаются вдоль русла. Имеют место множество островов с основой из галечника, песчаника и реже — скалистого субстрата, покрытых практически девственными лесами.
Вода Катуни относится к гидрокарбонатному классу кальциево-магниевой группы. Превышение ПДК по тяжёлым металлам не наблюдается. Исключение составляет ртуть. По иону ртути максимальное превышение составляет 3 ПДК и наблюдается в паводковый период, когда ионы ртути транспортируются по склону реки взвешенными частицами. Когда рассматривалась возможность строительства Катунской ГЭС, бассейн реки был исследован более тщательно. Учёные выяснили, что наибольшее содержание ртути локализовано в пределах Акташского и Чаган-Узунского месторождений. Были обнаружены характерные значения концентраций растворённой формы ртути в воде, от нескольких десятых до нескольких единиц микрограмм на литр (максимально отмеченное значение — 917 мг/кг). Присутствие ртути в воде Катуни объясняется тем, что к бассейну реки Катунь примыкают Курайская и Сарасинская ртутно-рудные зоны, составляя довольно значительный процент от площади водосбора.
Река Катунь обладает мощностью 4 млн кВт с возможной выработкой электроэнергии около 31 млрд кВт⋅ч в год. На реке проходит множество сплавов разных категорий. По долине Катуни на значительном протяжении идёт Чуйский тракт.
В течение года река меняет свой цвет: весной и летом мелкая порода из-под ледников Алтая окрашивает её в грязно-молочный цвет, а ближе к осени она становится более прозрачной, с бирюзовым оттенком из-за зелёнокаменной формации песчаников в верхнем и среднем течениях.

## Гидрология
В бассейне реки насчитывается более 800 ледников общей площадью 625 тыс. км², поэтому ледниковое питание играет существенную роль. Средний годовой расход воды у населённого пункта Сростки (53 км от устья) 626 м³/с. Замерзает в верховьях в декабре, в низовьях — в конце ноября, вскрывается в первой половине апреля.

## Притоки
Катунь имеет 254 притока общей длиной 708 км. Самые многоводные притоки принимает в верхнем и среднем течении на территории Республики Алтай. Основные притоки:
- 8 км: Каменка (левый, длина 110 км),
- 21 км: Талица
- 40 км: Кокша
- 42 км: Талица (Карасук)
- 53 км: Дубровка
- 61 км: Березовка
- 80 км: Иша (правый, длина 162 км),
- 97 км: Алгаир
- 102 км: Майма (правый, длина 60 км),
- 113 км: Ая
- 119 км: Соузга
- 127 км: Устюба
- 158 км: Камышла
- 162 км: Сема (левый, длина 88 км).
- 167 км: Шашкулар
- 168 км: Чепош
- 174 км: Емурла
- 186 км: Узнезя
- 186 км: Анос
- 187 км: Куюм
- 192 км: Элекмонар
- 195 км: Аюла
- 200 км: Чемал (правый, длина 54 км),
- 210 км: Бертка
- 221 км: Апшуяхта
- 227 км: Тыткескен
- 232 км: Коскол
- 235 км: Бийка
- 235 км: Каспа
- 240 км: Чеба
- 244 км: Эдиган
- 247 км: Ороктой
- 255 км: Нижний Куюс
- 262 км: Саралу
- 264 км: Бельтертуюк
- 265 км: Улюта
- 272 км: Большая Аяла
- 277 км: Байтыгем
- 288 км: Каянча
- 296 км: Большая Сумульта (правый, длина 76 км),
- 298 км: Урсул (левый, длина 119 км),
- 324 км: Кадрин (правый, длина 95 км),
- 325 км: Айлагуш (правый, длина 56 км),
- 330 км: Большой Ильгумень (левый, длина 53 км)
- 333 км: Карасу
- 343 км: Большой Яломан
- 348 км: Малый Яломан
- 357 км: Иня
- 367 км: Чуя (правый, длина 320 км),
- 373 км: Нижний Инегень
- 374 км: Теребеты
- 377 км: Верхняя Инегень
- 383 км: Эбелю
- 390 км: Аргут (правый, длина 232 км),
- 393 км: Казнахта
- 400 км: Берткем
- 407 км: Аккем
- 408 км: Тургунда
- 420 км: Деты-Кочек
- 427 км: Кучерла (правый, длина 50 км),
- 428 км: Тюнгур
- 442 км: Кураган (правый, длина 51 км),
- 444 км: Малая Катанда
- 444 км: Большая Катанда
- 458 км: Акчан
- 467 км: Маргала
- 470 км: Мульта
- 474 км: Чендек
- 475 км: Большая Теректа
- 485 км: Большой Окол
- 487 км: Окол
- 490 км: Кастахта
- 502 км: Кокса (левый, длина 179 км),
- 522 км: Малый Сугаш
- 524 км: Кайтанак
- 528 км: Большой Сугаш
- 546 км: Зайченон
- 548 км: Бирюкса
- 556 км: Собачья
- 563 км: Быструха
- 576 км: Зелёнка
- 578 км: Луковка
- 583 км: Тихая
- 596 км: Тихая
- 600 км: Озёрная
- 606 км: Зайчиха
- 629 км: Огнёвка
- 641 км: Суетка
- 642 км: Быстрая
- 648 км: Верхний Кураган
- 651 км: Ускучёвка
- 657 км: Узун-Карасу
- 680 км: Капчал

## Населённые пункты
- Мараловодка
- Кайтанак
- Огнёвка
- Усть-Кокса
- Гагарка
- Октябрьское
- Верх-Уймон
- Тихонькая
- Горбуново
- Нижний Уймон
- Мульта
- Замульта
- Ак-Коба
- Катанда
- Тюнгур
- Кучерла
- Инегень
- Иня
- Малый Яломан
- Куюс
- Еланда
- Чемал
- Элекмонар
- Анос
- Узнезя
- Аскат
- Чепош
- Усть-Сема
- Барангол
- Усть-Муны
- Известковый
- Манжерок
- Черемшанка
- Соузга
- Рыбалка
- Катунь
- Дубровка
- Ая
- Карлушка
- Майма
- Подгорное
- Платово
- Долина Свободы
- Шульгин Лог
- Мост-Иша
- Старая Суртайка
- Хуторки
- Быстрянка
- Берёзовка
- Образцовка
- Сростки
- Талица
- Карасук
- Полеводка
- Кокши
- Верх-Катунское
- Чуйский
- Сосновка
- Шульгинка
- Амурский
- Лесное
- Заречный
- Усть-Катунь
- Катунское

## Достопримечательности

### Пороги
- Щёки — группа из 5 порогов
- Аккемский прорыв
- Ильгуменский
- Кадринская труба — каскад порогов
- Шабаш
- Каянча
- Аяла
- Тельдекпень 1 и 2 — самые мощные на Катуни[20]
- Остров, или Еландинские ворота
- Чемальская труба — скальное сужение русла
- Аскатский
- Чепошский
- Мунинский
- Доллар
- Манжерокские

### Слияние с Бией
Место слияния рек Бии и Катунь выглядит очень живописно. Две реки, одновременно мощные, несут свои воды, сходясь в ещё более мощную струю — реку Обь. Обе реки имеют разный цвет. Летом и осенью Катунь — зеленоватый (бирюзовый), а Бия — белый (грязно-серый). Некоторое время реки несут свои воды почти не смешиваясь, образуя «полосатую» бело-зелёную струю. Весной нет такого контраста: воды Катуни мутные, серо-зелёные, а Бии — более чистые. На месте слияния находится остров Иконников, он имеет статус особо охраняемой природной территории (памятника природы).

### Озёра
- Голубые озера

### Алтайское подворье
На берегу Катуни в Онгудайском районе находится санаторно-курортный комплекс для высокопоставленных лиц Российской Федерации. Народное название комплекса «Дача Путина». Противоположный берег Катуни в устье Сумульты — популярное место для стоянок туристических групп. Останавливаться разрешено только если на территории комплекса нет никого из отдыхающих. Территория комплекса закрытая.

## Судоходство
Катунь судоходна от устья до села Шульгинка (Советский район), где специально для работы с речным транспортом построен завод по производству песчано-гравийной смеси. Длина судоходного участка — 33 км, однако судоходство сильно затруднено из-за галечных наносов, сильного и неустойчивого течения. Дноуглубительные работы на Катуни с начала 1990-х до 2014 года почти не проводились. Возобновить судоходство удалось в 2015 году, когда наиболее сложные участки были расчищены с помощью плавучих кранов. В 2016 году был восстановлен многочерпаковый земснаряд «Обская-103», с помощью которого восстанавливается судовой ход на участке от села Усть-Катунь до села Лесное.

## В массовой культуре
- Легенда о Катуни и Бие — древний челканский фольклор с обожествлением рек[25].
- Сказания алтайских старообрядцев. Бийский историк и краевед Б. Х. Кадиков рассказывал, что согласно сказаниям алтайских старообрядцев, последняя апокалиптическая битва между силами добра и зла состоится именно в междуречье Бии и Катуни[источник не указан 1538 дней].

## Галерея
- Катунь в верхнем течении.
- Катунь в верхнем течении, Усть-Коксинский район, у деревни Саксабай.
- Мост через Катунь, посёлок Тюнгур.
- Ороктойский мост.
- Катунь, Уймонская степь, Алтай.
- Катунь в Чемальском районе.
- Катунь рядом с островом Патмос в Чемале
- Катунь в нижнем течении, в Смоленском районе в 3 км выше слияния с рекой Бией